# Amt Haseldorf
Het Amt Haseldorf is een voormalig Amt in de Duitse deelstaat Sleeswijk-Holstein. Het omvatte drie gemeenten in de Kreis Pinneberg. Het bestuur voor het Amt was gevestigd in de stad Elmshorn. Die stad had een Verwaltungsgemeinschaft met het Amt, maar maakte er zelf geen deel van uit. Met ingang van 1 januari 2017 fuseerde Haseldorf met het Amt Moorrege dat hernoemd werd tot Amt Geest und Marsch Südholstein.

## Deelnemende gemeenten
1. Haselau
2. Haseldorf
3. Hetlingen